# Mixdorf
Mixdorf er en by i landkreis Oder-Spree i den tyske delstat Brandenburg.